# Thelypteris gonophora
Thelypteris gonophora là một loài thực vật có mạch trong họ Thelypteridaceae. Loài này được (Weath.) A.R. Sm. miêu tả khoa học đầu tiên năm 1990.